# Westerkanaal

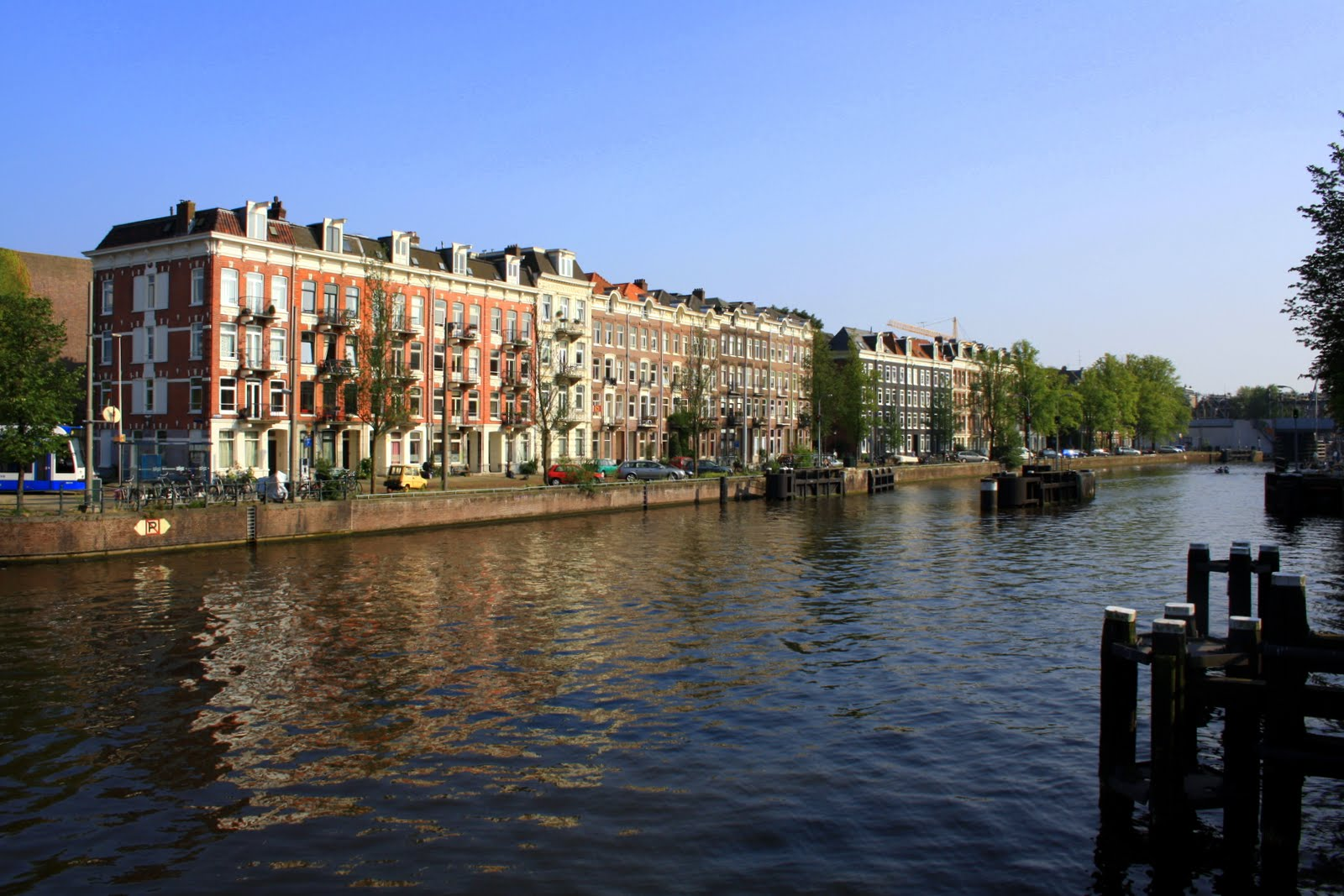
Westerkanaal, gezien vanaf de westelijke Houtmankade.

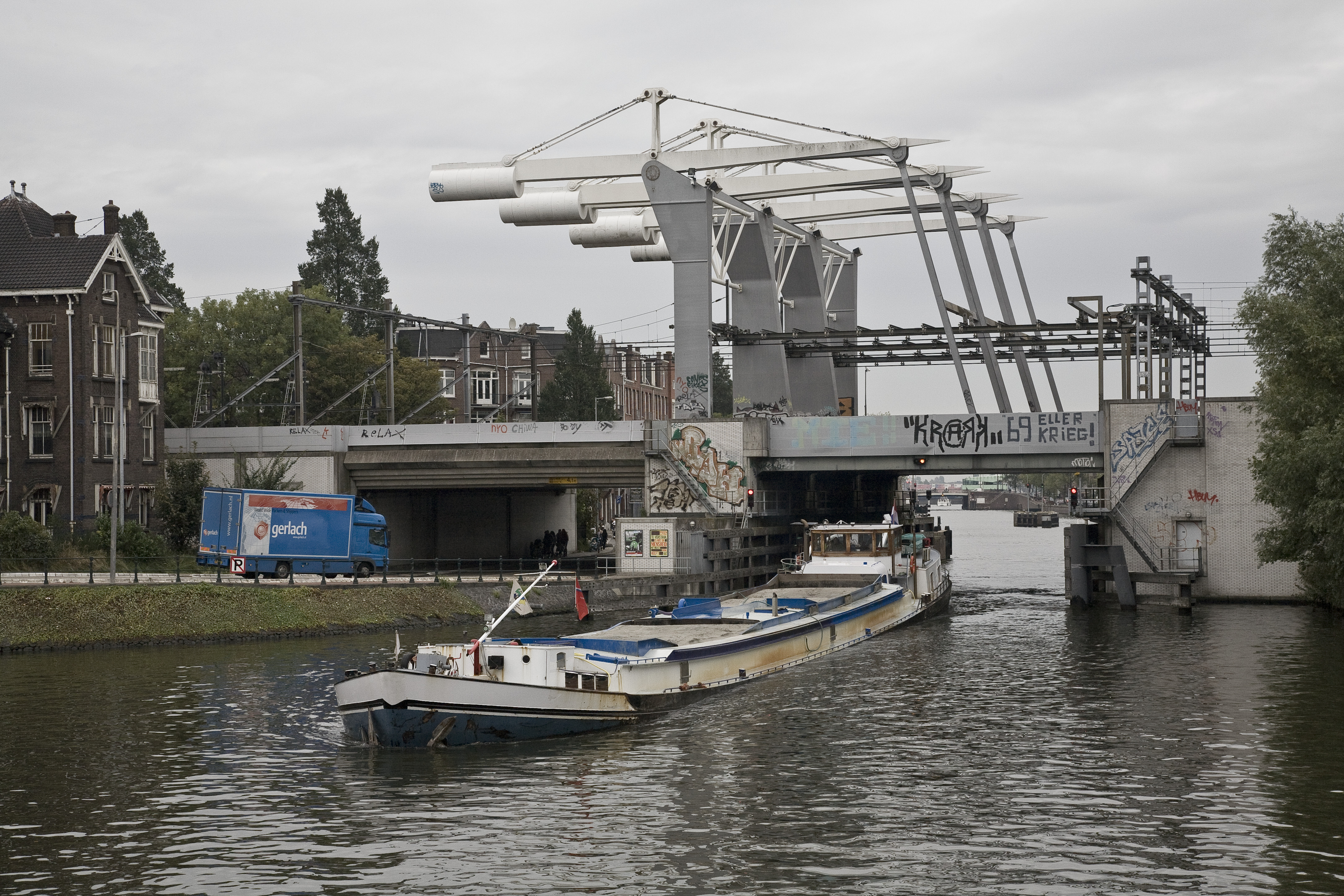
Singelgrachtbrug, spoorbruggen bij het Haarlemmerplein.

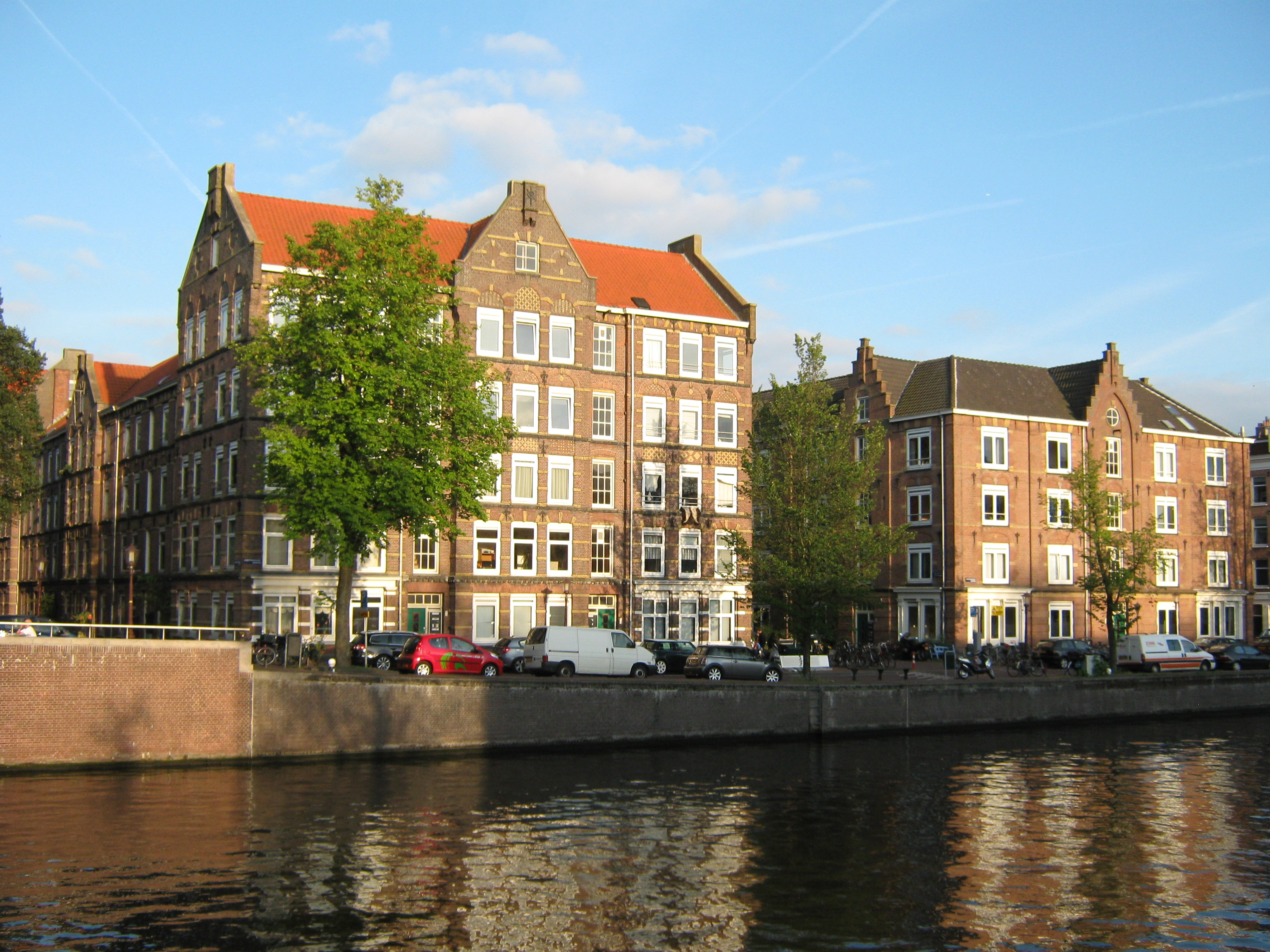
Bouwblokken aan weerszijden van de Dirk Hartoghstraat in de Zeeheldenbuurt.

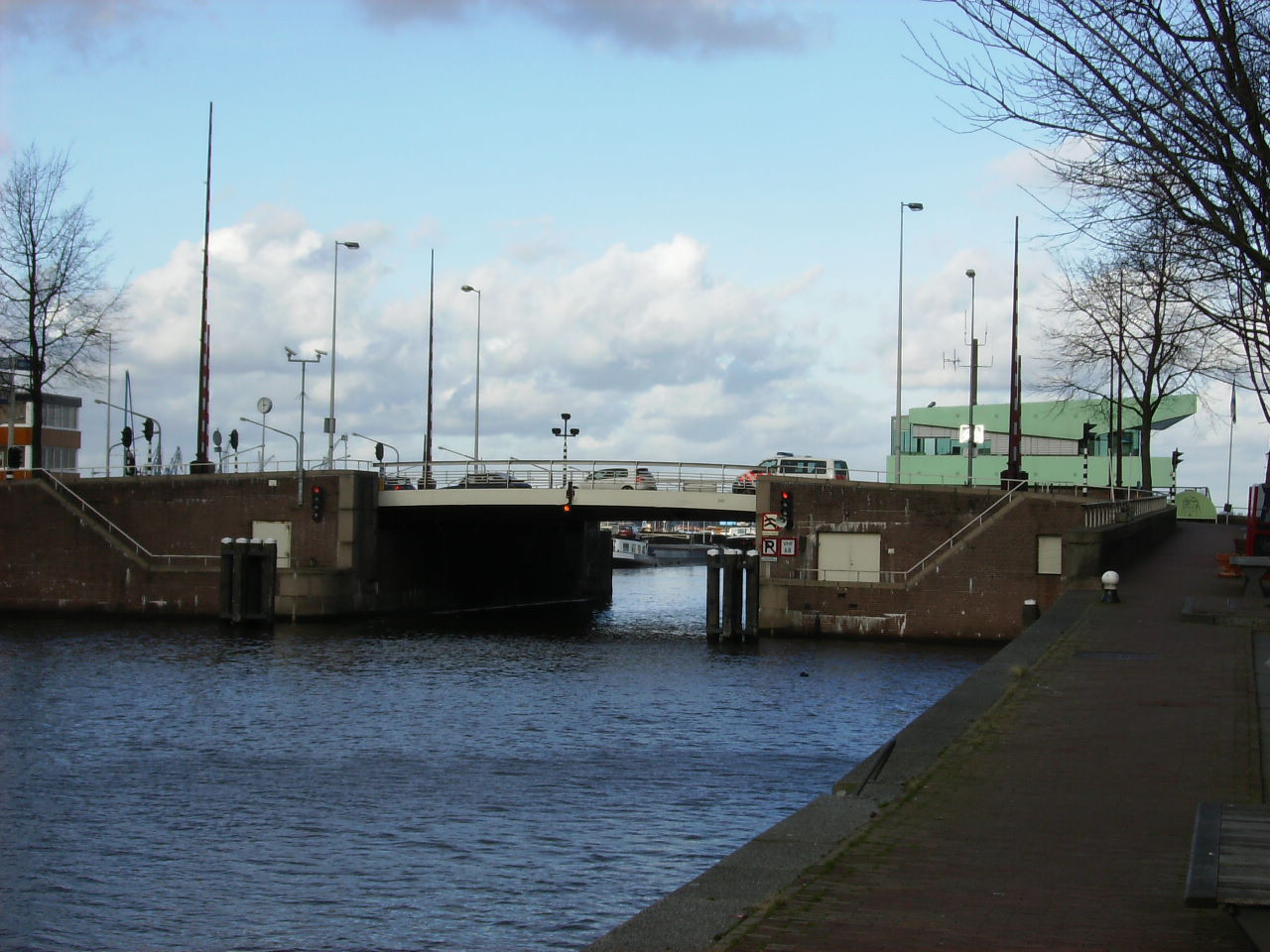
Westerkanaal tot aan de brug Westerkeersluis.

Het Westerkanaal is een kanaal in Amsterdam dat de Singelgracht en de Haarlemmertrekvaart verbindt met het IJ, waarbij de schepen aan de noordzijde van het kanaal eerst de Oude Houthaven moeten doorkruisen.
Het kanaal loopt vanaf de Singelgrachtbrug tot aan de Tasmanstraat/Van Diemenstraat. De westelijke kaai wordt onderbroken door de Le Mairegracht en de Van Noordtgracht, de oostelijke kaai door de Zoutkeetsgracht.

## Geschiedenis

### Westerplantsoen
Toen halverwege de 19e eeuw de stadswallen werden geslecht, werd hier langs de slingerende Singelgracht op de bolwerken een aantrekkelijk park aangelegd, dat Westerplantsoen ging heten. Niet voor niets bouwde de Vereeniging ten behoeve der Arbeidersklasse te Amsterdam, de eerste woningbouwvereniging van Nederland, hier in 1856 haar eerste grote complex in de huidige Planciusstraat en Houtmanstraat met arbeiderswoningen. Dit blok in deze groene omgeving moest daarmee model staan voor betere huisvesting van de arbeidersklasse met veel licht, schone lucht en hygiëne in elke woning. Meer dan enkele decennia heeft het plantsoen echter niet bestaan. Er ontstonden al spoedig plannen om een doorgaande scheepvaartroute te maken voor grotere schepen vanaf het Noordzeekanaal (dat in 1876 officieel in gebruik werd genomen) via het IJ naar de Singelgracht, de Haarlemmertrekvaart en de Kostverlorenvaart, zodat ook een directe vaarroute naar de gebieden ten zuiden van Amsterdam zou ontstaan. Hiervoor diende een nieuw kanaal te worden gegraven, dat rechter liep dan de bochtige Singelgracht op deze plek, tussen het Haarlemmerplein en de latere Zeeheldenbuurt, waarbij de bolwerken en het Westerplantsoen zouden worden afgegraven.

### Kanaal gereed in 1875
Op 23 juli 1869 werd dit plan door de gemeenteraad aangenomen. De kades aan beide kanten van het Westerkanaal zouden Houtmankade gaan heten. Het Westerkanaal werd in 1875 voltooid, terwijl in 1877 de Zoutkeetsgracht werd doorgetrokken naar het Westerkanaal. Het kanaal was geschikt voor schepen die in de nieuwe Westerkanaalschutsluis pasten: een sluis van 116 meter lang, 12 meter breed en 3 meter diep. Deze inmiddels geruimde schutsluis had voorheen de naam Willem III en liep van de Schiemanstraat tot het pand 73 op de Houtmankade. De brug in het noorden heet Westerkeersluis (brug 346). In het jaar 1877 werden aan de westkant van de Houtmankade, de Le Mairegracht en de Van Noordtgracht gegraven en aan de oostzijde van het nieuwe kanaal werd het gerooide park volgebouwd met pakhuizen, fabrieken en woningen. Het huidige Zoutkeetsplein is voor een deel aangelegd op het voormalige bolwerk De Bogt.

### Spoorbruggen in 1878
Om de Spoorlijn Amsterdam - Haarlem, die tot dan toe het begin- en eindpunt had bij station Willemspoort aan het Nassauplein door te trekken naar het nieuwe (tijdelijke) station Amsterdam Westerdok bij het Westerdok, werd langs de Haarlemmer Houttuinen een spoorwegviaduct gebouwd, dat ten noorden van het Haarlemmerplein het Westerkanaal oversteekt. Het viaduct met de Singelgrachtbrug werd in oktober 1878 in gebruik genomen, enkele maanden na de ingebruikname van de spoorlijn naar Zaandam, waardoor een rechtstreekse verbinding ontstond via de Zaanlijn met Den Helder en Lijn K werd voltooid.
Het resultaat beschrijft M. Kalff in 1878 in zijn boek Amsterdam in plaatjes en praatjes (pagina 128) met de volgende zin: "ons prachtige Haarlemmerplantsoen, met zijn schilderachtige heuveltje, heerlijke wandeldreven en lommerrijke bosjes, helaas ten eenenmale verwoest, doorsneden door het Westelijk Kanaal."

### Arbeiderswoningen vanaf 1879
In 1879 begon de Amsterdamsche Vereeniging tot het bouwen van Arbeiderswoningen met het bouwen van de woonblokken in de nieuwe Zeeheldenbuurt, waaronder in de Heemskerckstraat, de Barentszstraat, de Van Linschotenstraat, de Van Neckstraat, de Dirk Hartoghstraat en de Roggeveenstraat. Enkele decennia later werden aan de westzijde van het kanaal nieuwe woningen gebouwd. Aanvankelijk vestigde zich aan de westzijde van het Westerkanaal vooral industrie zoals de Wester Suikerraffinaderij in 1882, die de goede bereikbaarheid van deze plek over water wist te benutten.

## Heden
Het Westerkanaal maakt deel uit van de scheepvaartverbinding (het zuidelijk deel van de staandemastroute) tussen het IJ en de Kattensloot / Kostverlorenvaart. De route verbindt Amsterdam met de Zeeuws-Zuid-Hollandse delta via Alphen aan den Rijn, Gouda en Dordrecht. In Nachtkonvooi varen schepen door Amsterdam die niet onder de gesloten bruggen door kunnen. Hierdoor liggen overdag doorgaans veel zeilschepen aangemeerd in het Westerkanaal om te wachten op de nachtopening van de Singelgrachtbrug.
De westelijke Houtmankade maakt tegenwoordig deel uit van de centrumring stadsroute 100, net zoals de Westerkeersluisbrug aan de noordkant van het kanaal.